# Tolumnia haitiensis
Tolumnia haitiensis är en orkidéart som först beskrevs av Emery Clarence Leonard och Oakes Ames, och fick sitt nu gällande namn av Guido Jozef Braem. Tolumnia haitiensis ingår i släktet Tolumnia och familjen orkidéer. Inga underarter finns listade i Catalogue of Life.